# Billboard Hot 100

Логотип Billboard

Billboard Hot 100 («гаряча сотня Білборда») — щотижня публікований американським журналом Billboard хіт-парад ста найпопулярніших у США пісень. Фактично він є офіційним хітом-парадом США — найбільшого національного музичного ринку у світі. Послужив прототипом безлічі аналогічних чартів, що складаються за результатами продажів у всьому світі. Подібний хіт-парад альбомів називається Billboard 200.

## Історія створення
Перший пісенний хіт-парад було опубліковано в журналі Billboard 27 липня 1940 року. Список із десяти пісень під назвою Best Selling Retail Records очолювала пісня Томмі Дорсі «I'll Never Smile Again» у виконанні Френка Сінатри.
Спочатку Billboard публікував три різні хіт-паради пісень:
- Хіт-парад «Best Sellers in Stores», що традиційно вважається попередником і прообразом нинішнього чарта, був заснований на продажу синглів.
- Хіт-парад «Most Played by Jockeys» базувався на тому, скільки разів та або інша композиція була прокручена на американських радіостанціях за минулий тиждень.
- Хіт-парад «Most Played in Jukeboxes» розраховувався виходячи з кількості замовлень тієї або іншої пісні в музичних автоматах, які були досить популярні в Штатах в 1940-ві й 1950-ті.

12 листопада 1955 року всі три хіти-паради були об'єднані в Top 100. Першою композицією, що опинилась на вершині чарту, стала «Love Is a Many-Splendored Thing» The Four Aces.
Свою нинішню назву чарт одержав в 1958 році, коли з методики підрахунку популярності були виключена ротація на радіостанціях й у музичних автоматах. 4 серпня 1958 року тільки-но створений хіт-парад Billboard Hot 100 очолила пісня Рікі Нельсона «Pool Little Fool».
Традиційна методика стала зазнавати критики в 1990-ті рр., коли стало очевидно, що далеко не всі найпопулярніші пісні випускаються звукозаписними компаніями на синглах (особливо якщо завданням компанії є розкручування альбому в цілому). Наприклад, композиція «Don't Speak» групи No Doubt протягом 16 тижнів лідирувала в airplay чартах, заснованих на кількості програвань пісень на радіостанціях, але так і не була випущена окремим синглом.
1998 р. журнал знову став враховувати популярність пісень на радіостанціях при складанні чарта, а слово «сингли» у назві хіта-параду було замінено на «пісні». З 2003 р. при складанні хіта-параду також ураховуються результати мережних продажів в on-line магазинах. Наприкінці кожного року складається підсумковий хіт-парад.

## Статистика за виконавцями
Архів хіт-параду за попередні десятиліття є досить точним показником популярності того або іншого виконавця в США. Найбільша кількість пісень на першому місці належить наступним виконавцям:
- 20 пісень — The Beatles (в період з 1964 по 1970, 59 тижнів)
- 18 — Мерая Кері (з 1990 по 2008, 79 тижнів)
- 17 — Елвіс Преслі (з 1956 по 1969, 79 тижнів)
- 13 — Майкл Джексон (з 1972 по 1995)
- 12 — The Supremes (з 1964 по 1969)
- 12 — Мадонна (з 1984 по 2000)
- 11 — Вітні Г'юстон (з 1985 по 1995)
- 10 — Стіві Вандер (з 1963 по 1986)
- 10 — Джанет Джексон (з 1986 по 2001)
- 9 — Елтон Джон (з 1972 по 1998)
- 9 — Bee Gees (з 1971 по 1979)
- 9 — Ріанна (з 2006 по 2010)
- 9 — Ашер Реймонд (з 1998 по 2010)
- 8 — The Rolling Stones (з 1965 по 1978)
- 8 — Джордж Майкл (з 1984 по 1991)

Найбільшою кількістю пісень, що побували у хіт-параді відзначилася Мадонна — 37, з них шість досягли другого місця, але не змогли здійнятися на вершину хіт-параду. Першим синглом, що дебютував відразу на першому місці, був хіт Майкла Джексона «You Are Not Alone» (2 вересня 1995 р.) Згодом дебюти на першому місці стали досить звичайним явищем. Майклу Джексону належить й інший рекорд: п'ять пісень із його альбому «Bad» були випущені як окремі сингли й всі вони досягли першого місця в чартах.
Найстарший виконавець, що очолив хіт-парад, — Луї Армстронг: йому було 62 роки, коли в 1964 пісня Hello, Dolly! посіла місце на вершині чарту. Серед жінок аналогічний рекорд творчого довголіття належить Шер: їй було 53 роки, коли сингл Believe очолив хіт-парад. Унікальне також досягнення Елтона Джона: у проміжку між 1970 й 1999 роками не було жодного року, коли б його композиції не були присутні серед сорока найкращих пісень США. Найщасливішим композитором є Пол Маккартні: 32 написані ним пісні очолювали хіт-парад у різні роки (як правило, у виконанні його самого або Beatles). Найбільшим невдахою вважається Джеймс Браун: дев'яносто дев'ять його пісень потрапили в хіт-парад, але жодна з них не змогла досягти самої вершини.
У квітні 1964, у розпал бітломанії, пісні Beatles займали п'ять верхніх позицій хіт-параду. Інший приклад надзвичайного сплеску популярності — «королі диско» Bee Gees: протягом перших 32 тижнів 1978 року їхні пісні перебували на вершині хіт-параду протягом 25 тижнів (деякі з них у виконанні інших співаків). Свіжіший приклад — популярність Ашера, що перебував на вершині більш ніж половину 2004 року (28 тижнів) із трьома композиціями поспіль і четвертою, випущеною трохи пізніше.

## Статистика за піснями
Станом на 01.01.2007 на вершині хіт-параду за його історію побувало 936 пісень. Якщо в другій половині 1980-х мало яка композиція проводила на вершині хіт-параду понад два тижні (і жодна — більше ніж чотири), в 1990-ті звичайною стала практика, коли кожен сингл залишався на вершині по 8-12 тижнів. Довше всього перше місце в хіт-параді займав сингл Мераї Кері й Boyz II Men «One Sweet Day» — 16 тижнів в 1995-96 роках. З 1956 по 1992 цей рекорд належав синглу Елвіса Преслі «Hound Dog» (11 тижнів у 1956), з 1992 по 1996 роки — Вітні Х'юстон з піснею «I will always love you» (14 тижнів у 1992). Найтриваліше перебування на другому місці було зафіксовано в 1995 (Вітні Х'юстон, «Exhale (Shoop Shoop)», 11 тижнів). Довше за всіх залишався в хіті-параді сингл Лієнн Раймс «How Do I Live» (69 тижнів в 1996-97 роках), хоча він так і не добрався до першого місця.
Різдвяний шлягер Бінга Кросбі «White Christmas» перевипускався дев'ять разів і щораз попадав у хіт-парад, ставши в результаті синглом з найбільшою кількістю продажів в історії. Найчастіше переспівуваною композицією серед учасників хіт-параду є пісня «Unchained Melody»: вона попадала в хіт-парад у виконанні дев'яти різних виконавців.